# Колоња Паезе (Терамо)
Колоња Паезе (итал. Cologna Paese) је насеље у Италији у округу Терамо, региону Абруцо.
Према процени из 2011. у насељу је живело 652 становника. Насеље се налази на надморској висини од 216 м.